# 手島章斗
手島 章斗（てしま あきと、1993年11月4日 - ）は、日本の歌手。広島県尾道市出身。KETEL所属。身長176cm。血液型はA型。2020年8月より尾道観光大使。元SOLIDEMOのメンバー。2022年グループ解散後ソロとして活動。

## 略歴

### ～2019年
- 2013年4月17日、大型オーディション『avex audition MAX 2013』で1万6766人応募の中からアーティスト部門でグランプリに選ばれる[2]。
- 2013年6月、エイベックスの男性音楽グループ「SOLIDEMO」（ソリディーモ）のメンバーとなる[3]。
- 2014年12月30日、第56回日本レコード大賞・新人賞受賞[4]。
- 2019年4月、広島ホームテレビ「みみよりライブ 5up!」にレギュラー出演決定。レジャーコーナーを担当。

### 2020年
- 5月16日、ソロプロジェクトを始動することが発表された[5]。
- 6月3日、ソロ第一弾、初のデジタルシングル「大好き。」をリリース。
- 6月17日、ソロ第二弾デジタルシングル「Fire」リリース。
- 8月、広島県、尾道観光大使（旧名称：尾道観光大志）に就任[6]。
- 9月30日、ソロ第三弾デジタルシングル「トランスレイト」リリース。さらにリリース当日にはOPENREC.tvにて「手島章斗 ソロデビュー記念ONLINE LIVE」を開催。
- 11月4日、自身の誕生日にミニアルバム「Who I am」をリリース。ソロ名義として配信してきた3作品を含む7曲入りで、WHITE JAMのSHIROSEが6曲の楽曲をプロデュース。タイトル曲「Who I am」は手島章斗本人が作詞作曲(共作)しており、リリースとしては初の自作曲となった。

### 2021年
- 3月、初の写真集「Roots」を発売。本写真集は手島章斗が生まれ育った地元でもあり観光大志を務めている広島県尾道市で全て撮影された。[7]　また千光寺 (尾道市)とコラボした「縁結び御守り」も販売。本企画は前年6月にリリースされた楽曲「大好き。」と「縁結び御守り」のコラボとなった。[8]
- 6月～8月、3ヶ月連続デジタルシングル「最低なBeautiful Life」「Treasure Time」「Escape」をリリース。
- 7月24日～9月25日、ソロ名義初となる1stワンマンツアー「Love Our Life」を全国8ヶ所で開催。[9]
- 11月4日、OPENREC.tvにて、オンラインコミュニティチャンネル「手島章斗のBuddy's Cafe」をスタート。
- 12月8日、デジタルシングル「Light of hope」をリリース。今回の楽曲はアーティスト坂詰美紗子とのタッグにより制作された手島章斗初のクリスマスソング。

### 2022年
- 3月2日、ミュージックフォトブック「Sunny Rain」を発売。新曲「SUITS」を含む全5曲が収録されている。
- 4月、初冠レギュラー番組 岡山放送「えっ!?ボクがプロデューサーですか? (仮)」が放送スタート。
- 6月、東京大阪で上演、ミュージカル「マギ」－迷宮組曲－で舞台初挑戦。ジュダル役、ファティマー役の兼役で出演。
- 7月30日、サンフレッチェ広島によるサッカーを通じて核兵器の廃絶と世界恒久平和の実現に向けたピースマッチとしての対FC東京戦でハーフタイムに被爆ピアノの伴奏にて、「Imagine」歌唱[10]。
- 9月30日、所属するグループSOLIDEMOが解散。
- 10月、ソロアーティストとして活動開始。
- 12月7日、グループ活動終了後、初のシングル「カイト」をリリース。自身が作詞作曲した「空想ヒーロー」を含む二曲入り。「カイト」はテレビ朝日系列 「BREAK OUT」  のタイアップ曲となった。
- 12月25日～2023年1月26日、自身初の主催イベント、対バンツアー「SHAKE」を全国5ヶ所で開催[11]。

### 2023年
- 2月25日、"生まれ育った瀬戸内から世界を元気に"をモットーに「せとうちフェス」プレイベントを開催。
- 3月1日、手島章斗オフィシャルファンクラブ「Buddies」を開設[12]。
- 3月6日、主催対バンイベント「SHAKE -vol.2-」を渋谷Spotify O-WESTにて開催[13]。
- 3月8日、デジタルシングル「うらら」をリリース。春の応援歌。
- 3月31日・4月3日、手島章斗、初のファンクラブイベント「Welcome to Buddies」を大阪・東京で開催。
- 4月19日、2ndシングル「ハナレバナレ。」をリリース。今作は、2020年にリリースした自身初のミニアルバム「Who I am」から約2年ぶりにWHITE JAMのSHIROSEが書き下ろした、春の出会いと別れをテーマにした「ハナレバナレ。」、そして夏の恋を加速させる「恋花火」二作品を収録。「ハナレバナレ。」はテレビ朝日系列 「BREAK OUT」のエンディング曲、「恋花火」は札幌デザイン＆テクノロジー専門学校のCMソングとなった。
- 6月、東京・大阪で上演、ミュージカル「マギ」－バルバッド狂騒曲－に前作に引き続き、ジュダル役で出演[14]。
- 7月5日・7月8日、３回目となる主催対バンイベント「SHAKE -vol.3-」を東京・広島で開催。
- 7月22日、地元広島県 MAZDA Zoom-Zoom スタジアム広島にて、広島東洋カープ対中日ドラゴンズの試合で、国家斉唱を務める。同球場で国歌斉唱を歌うのはグループ所属時代の2019年8月20日以来2度目[15]。
- 8月2日、デジタルシングル「Coordinate」をリリース。
- 8月、東京・大阪で上演、舞台「ワールドトリガー the Stage」B級ランク戦開始編に、荒船哲次役で出演[16]。
- 9月14日・9月18日、２回目のファンクラブイベント「FANCLUB EVENT～Talk＆Live～」を大阪・東京で開催。
- 10月23日・10月26日、４回目となる主催対バンイベント「SHAKE -vol.4-」を大阪・東京で開催。
- 11月4日、30歳の誕生日当日にBirthday Liveを渋谷Spotify O-WESTにて開催。
- 11月5日、ファンクラブ「Buddies」初のバスツアーを開催。(成田)
- 12月20日・12月24日、３回目のファンクラブイベント「Christmas Party!!」を東京・広島で開催。
- 12月25日、岡山駅にて一日鉄道警察隊長を務める[17][18]。

### 2024年
- 1月13日～3月23日、2ndワンマンツアー「Are you ready?!」を全国7ヶ所で開催[19]。
- 1月24日、初のフルアルバム「Life-size」をリリース。手島章斗が全作詞作曲した10曲入りで、ソロ活動としては初のオリコンデイリーチャート入りを果たす。
- 2月22日・2月26日、5回目となる主催対バンイベント「SHAKE -vol.5-」を大阪・東京で開催。
- 3月28日、広島東洋カープの小園海斗に同じ名前の曲があると2023年より登場曲にしようされた事により、小園選手出演バージョンのミュージックビデオが制作されYouTubeに公開[20][21]
- 5月3日・5月8日、6回目となる主催対バンイベント「SHAKE -vol.6-」を大阪・東京で開催。
- 5月25日～5月26日、ファンクラブ "Buddies" 1泊2日「ばでぃ旅！in熱海」開催。
- 6月12日、デジタルシングル「宵々祭」をリリース。
- 6月、東京で上演、舞台「川越ボーイズ・シング」-喝采のクワイア-に、足立尽役で出演。
- 8月～9月、東京・愛知・大阪で上演、ミュージカル「新テニスの王子様」 The Fourth Stageに、手塚国光役で出演。
- 9月28日・9月29日、7回目となる主催対バンイベント「SHAKE -vol.7-」を東京で開催。SHAKEでは初の試みである出演者同士でコラボ歌唱も実施。
- 10月3日、ワンマンライブ「Core」を東京で開催。終演後にはファンクラブ会員限定で ”Buddies Meeting”も開催。
- 11月4日、自身の誕生日にデジタルシングル「Tokyo All Night」をリリース。
- 11月、東京で上演、舞台「アオペラ」に、丹波燐役で出演。
- 11月25日、31歳のBirthday Liveを渋谷Spotify O-WESTにて開催。
- 12月、8回目となる主催対バンイベント「SHAKE -vol.8-」をCollaboration Live Tourと題して大阪・愛知・東京で開催。3公演すべてで出演者同士がコラボレーションして歌う形式のライブを実施。
- 12月15日、手島章斗初の主催トークイベント「てしトーク」を東京で開催。３部構成で行われ、舞台で共演した俳優が各部ゲスト出演。
- 12月25日・12月29日、ファンクラブイベント「2024年ありがとうParty！！」を東京・広島で開催。

### 2025年
- 1月24日～1月31日、東名阪ツアー 「PopSick」を開催。
- 2月14日、ファンクラブイベント「Valentine Live」を東京で開催。
- 4月1日、エイベックスを3月31日をもって退所し、4月1日よりKETELに所属したことを発表。
- 4月～5月、東京・大阪で上演、ミュージカル「1789 -バスティーユの恋人たち-」に、ロナン・マズリエ役で出演。本作で初主演（Ｗキャスト）、初グランドミュージカル出演を果たす。

## 人物
- 小学生からいとこの影響で始めたサッカーをしており、サンフレッチェ広島の提携組織「サンフレッチェびんご」にも在籍[10]。
- 中学生までは美容師になりたいと思っていた。
- 中学2年生の時に広島県でEXILEのコンサートが行われ、そのコンサートでアーティストや歌手としてのカッコ良さに触れたことがきっかけで、「自分も音楽・歌手の道に進もう！」と志すようになる[22]。
- 大阪の大学に通い始めてから歌い始め、avexのアカデミーでレッスンを受けていた時『avex audition MAX2013』でグランプリをもらい、上京[22]。
- 実家の愛犬の名前は、パクとチップ[23]、オセロ[24]。
- 実弟はMXVのメンバー・Masakiである。
- 好きなアーティストは玉置浩二。
- いまだに広島弁が抜けない[25]。
- 唐揚げが大好物
- カラアゲニスト認定

## ディスコグラフィー

### デジタルシングル
| #  | 配信日        | タイトル             | 販売形態               | 収録アルバム |
| -- | ------------- | -------------------- | ---------------------- | ------------ |
| 1  | 2020年6月3日  | 大好き。             | デジタル・ダウンロード | Who I am     |
| 2  | 2020年6月17日 | Fire                 | デジタル・ダウンロード | Who I am     |
| 3  | 2020年9月30日 | トランスレイト       | デジタル・ダウンロード | Who I am     |
| 4  | 2021年6月23日 | 最低なBeautiful Life | デジタル・ダウンロード | Sunny Rain   |
| 5  | 2021年7月21日 | Treasure Time        | デジタル・ダウンロード | Sunny Rain   |
| 6  | 2021年8月18日 | Escape               | デジタル・ダウンロード | Sunny Rain   |
| 7  | 2021年12月8日 | Light of hope        | デジタル・ダウンロード | Sunny Rain   |
| 8  | 2023年3月8日  | うらら               | デジタル・ダウンロード |              |
| 9  | 2023年8月2日  | Coordinate           | デジタル・ダウンロード |              |
| 10 | 2023年11月4日 | Just Smile           | デジタル・ダウンロード | Life-size    |
| 11 | 2024年6月12日 | 宵々祭               | デジタル・ダウンロード |              |
| 12 | 2024年11月4日 | Tokyo All Night      | デジタル・ダウンロード |              |

### シングル
|     | 発売日        | タイトル       | 収録曲                        | 販売形態                                                                                | 規格品番   | 備考                                                                                                 |
| --- | ------------- | -------------- | ----------------------------- | --------------------------------------------------------------------------------------- | ---------- | --- |
| 1st | 2022年12月7日 | カイト         | M1. カイト M2. 空想ヒーロー   | CD＋DVD＋フォトブック [初回盤] ・CDサイズのフォトブック付（24P） ・三方背スリーブケース | XNSC-30021 | DVD収録内容（共通）： ①カイト Music Video ②空想ヒーロー Music Video ③カイト Music Video Making Movie |
| 1st | 2022年12月7日 | カイト         | M1. カイト M2. 空想ヒーロー   | CD＋DVD [通常盤]                                                                        | XNSC-30022 | DVD収録内容（共通）： ①カイト Music Video ②空想ヒーロー Music Video ③カイト Music Video Making Movie |
| 2nd | 2023年4月19日 | ハナレバナレ。 | M1. ハナレバナレ。 M2. 恋花火 | CD＋DVD＋フォトブック [初回盤] ・CDサイズのフォトブック付（24P） ・三方背スリーブケース | XNSC-30023 | DVD収録内容（共通）： ①ハナレバナレ。Music Video ②ハナレバナレ。Music Video Making Movie             |
| 2nd | 2023年4月19日 | ハナレバナレ。 | M1. ハナレバナレ。 M2. 恋花火 | CD＋DVD [通常盤]                                                                        | XNSC-30024 | DVD収録内容（共通）： ①ハナレバナレ。Music Video ②ハナレバナレ。Music Video Making Movie             |

### ミニアルバム
|   | 発売日        | タイトル   | 収録曲 | 販売形態                                                                  | 規格品番     | 備考                                                                                            |
| - | ------------- | ---------- | --- | ------------------------------------------------------------------------- | ------------ | ----------------------------------------------------------------------------------------------- |
| 1 | 2020年11月4日 | Who I am   | M1. 大好き。 M2. ファスナー M3. 好きな人が好きだったプレイリスト M4. トランスレイト M5. Fire M6. Break out M0. Who I am | CD＋DVD                                                                   | XNSC-30007/B | DVD収録内容： ①大好き。(Music Video) ②Fire(Music Video) ③Fire(Making shot) ④Question one answer |
| 1 | 2020年11月4日 | Who I am   | M1. 大好き。 M2. ファスナー M3. 好きな人が好きだったプレイリスト M4. トランスレイト M5. Fire M6. Break out M0. Who I am | CD                                                                        | XNSC-30008   |                                                                                                 |
| 2 | 2022年3月2日  | Sunny Rain | M1. SUITS M2. Escape M3. Light of hope M4. Treasure Time M5. 最低なBeautiful Life                                       | ミュージックフォトブック 【White Ver.】 ミュージックカード+ムービーカード | XNSC-30012   | 収録ムービー： ①Private Questions And Answers                                                   |
| 2 | 2022年3月2日  | Sunny Rain | M1. SUITS M2. Escape M3. Light of hope M4. Treasure Time M5. 最低なBeautiful Life                                       | ミュージックフォトブック 【Black Ver.】 ミュージックカード+ムービーカード | XNSC-30013   | 収録ムービー： ①Private Questions And Answers ②SunnyRain Long Interview                         |

### フルアルバム
|     | 発売日        | タイトル  | 収録曲 | 販売形態                                                                                                 | 規格品番   | 備考                                                                               | オリコン最高位 |
| --- | ------------- | --------- | --- | --- | ---------- | ---------------------------------------------------------------------------------- | -------------- |
| 1st | 2024年1月24日 | Life-size | M1. Lazy Day M2. 金木犀 M3. 恋青空 M4. 今逢いに行くよ M5. Dolphin M6. 脳内パズル M7. ASH M8. Buddy M9. freedom!! M10. Just Smile | CD＋DVD＋フォトブック [初回盤] ・CDサイズのフォトブック付（24P） ・スリーブ仕様                          | XNSC-30031 | DVD収録内容（共通）： ①Just Smile Music Video ②Just Smile Music Video Making Movie | デイリー23位   |
| 1st | 2024年1月24日 | Life-size | M1. Lazy Day M2. 金木犀 M3. 恋青空 M4. 今逢いに行くよ M5. Dolphin M6. 脳内パズル M7. ASH M8. Buddy M9. freedom!! M10. Just Smile | CD＋DVD [通常盤]                                                                                         | XNSC-30032 | DVD収録内容（共通）： ①Just Smile Music Video ②Just Smile Music Video Making Movie | デイリー23位   |
| 1st | 2024年1月24日 | Life-size | M1. Lazy Day M2. 金木犀 M3. 恋青空 M4. 今逢いに行くよ M5. Dolphin M6. 脳内パズル M7. ASH M8. Buddy M9. freedom!! M10. Just Smile | CD＋2DVD [豪華盤] ・ツアー前方エリア抽選申込券付 ・直筆ピックアップ歌詞入フォトブック（12P） ・三方背BOX | XNSC-30030 | DVD収録内容： （DVD1）他形態共通 （DVD2）①Special talk movie                       | デイリー23位   |

### Blu-ray
- 手島章斗 2nd Tour 「Are you ready?!」ファイナル公演（2025年2月14日発売）

### 写真集
- Roots（2021年3月28日発売）オール尾道ロケ撮影

## タイアップ
| 曲名           | タイアップ                                                                                          |
| -------------- | --------------------------------------------------------------------------------------------------- |
| 大好き。       | Witch’s Pouch（ウィッチズポーチ）CMソング                                                           |
| 大好き。       | テレビ北海道「スイッチン!」2020年6月度 番組エンディングテーマ                                       |
| Who I am       | イズミゆめタウン “新生活応援キャンペーン2021”CMソング                                               |
| SUITS          | 岡山放送「えっ!?ボクがプロデューサーですか? (仮)」オープニングテーマ                                |
| カイト         | テレビ朝日系列 「BREAK OUT」 2022年12月度 番組エンディング・トラック 広島東洋カープ 小園海斗 登場曲 |
| ハナレバナレ。 | テレビ朝日系列 「BREAK OUT」 2023年4月度 番組エンディング・トラック                                 |
| 恋花火         | 札幌デザイン＆テクノロジー専門学校 CMソング                                                         |

## 主な出演

### テレビ
- THEカラオケ★バトル（テレビ東京、2015年3月18日）
- キラきら時間（日本テレビ、2015年10月24日）
- みみよりライブ 5up!（広島ホームテレビ、2019年4月 - ）木曜リポーター [35]
- 音ボケPOPS（TOKYO MX、2020年7月18日）[36]
- わがまま!気まま!旅気分（岡山放送、BSフジ、フジネットワーク　2021年11月27日）[37]
- ミルンへカモン! なんしょん?（岡山放送、2022年4月 - ）金曜日 [38]
- えっ!?ボクがプロデューサーですか? (仮)（岡山放送、2022年4月 - 2024年3月）毎週水曜日深夜 [39]
- 俺旅！～台湾～（テレビ神奈川、チバテレ、KBS京都、テレ玉、サンテレビ、ホームドラマチャンネル　2023年8月 - ）
- 歌のサンセット（テレビ東京、2024年5月10日）[40][41]

### テレビドラマ
- gift（TOKYO MX 他、2025年10月1日〈予定〉） - 筧有起哉 役[42]

### CM
- 香港大塚製薬有限公司「POCARI SWEAT」TVCM（2013年 - 2014年）
- ドコモ「dビデオ BeeTV」新CM”海篇”（2013年 - 2014年）[43]
- イトーヨーカドー「特別という名のシャツ」篇（2014年 - 2015年）[44][45]
- ゲオチャンネル「ウォーキングデッド」篇（2016年）[46]
- 関西電気保安協会「GUARDIATOR」篇（2017年2月 - ）[47][48][49]
- ヤマダデンキ「大学生向けPC Microsoft Surface」AbemaTV CM（2019年3月 - ）[50]

### モデル
- smart （2015年11月号・2016年8月号）
- CanCam（2016年12月号） - 「イケメンBOOK」
- ViVi（2016年2月号）
- FINEBOYS（2016年3月 - 5月）
- パニカムトーキョー（2020年5月 - 8月）

### 舞台
- ミュージカル「マギ ー迷宮組曲ー」（2022年6月3日 - 12日、天王洲 銀河劇場 / 6月18日・19日、森ノ宮ピロティホール） - ジュダル 役、ファティマー 役
- ミュージカル「マギ ーバルバッド狂騒曲ー」（2023年6月9日 - 18日、品川プリンスホテル ステラボール / 6月24日・25日、森ノ宮ピロティホール） - ジュダル 役
- 「ワールドトリガー the Stage」B級ランク戦開始編（2023年8月5日・6日、シアター1010 / 2023年8月10日 - 13日、サンケイホールブリーゼ / 2023年8月18日 - 27日、天王洲 銀河劇場） - 荒船哲次 役
- 舞台「川越ボーイズ・シング」-喝采のクワイア-（2024年6月22日 - 30日、シアターH） - 足立尽 役[51]
- ミュージカル「新テニスの王子様」  - 手塚国光 役
  - The Fourth Stage（2024年8月9日 - 18日、日本青年館ホール / 8月23日 - 25日、一宮市民会館 / 8月30日 - 9月8日、SkyシアターMBS / 9月13日 - 23日、日本青年館ホール）[52]
  - The Fifth Stage（2025年10月18日 - 26日〈予定〉、SkyシアターMBS）[53]
- 舞台「アオペラ」（2024年11月8日 - 17日、シアターH） - 丹波燐 役[54]
- ミュージカル「1789 -バスティーユの恋人たち-」（2025年4月8日 - 29日、明治座 / 5月8日 - 16日、大阪新歌舞伎座） - 主演・ロナン・マズリエ 役（岡宮来夢とのダブルキャスト）[55]

### 配信
- 手島章斗のBuddy's Cafe （OPENREC.tv 2021年11月 - 2025年4月）隔週火曜日20時 -

## ライブ
| 日程          | 種別   | タイトル                  | 会場・備考                       |
| ------------- | ------ | ------------------------- | -------------------------------- |
| 2022年11月4日 | ライブ | 手島章斗「Birthday Live」 | 渋谷 Spotify O-WEST （ 東京都 ） |

| 日程          | 種別   | タイトル                         | 会場・備考                       |
| ------------- | ------ | -------------------------------- | -------------------------------- |
| 2023年11月4日 | ライブ | 手島章斗 30th Birthday Live 2023 | 渋谷 Spotify O-WEST （ 東京都 ） |

| 日程          | 種別   | タイトル                     | 会場・備考                 |
| ------------- | ------ | ---------------------------- | -------------------------- |
| 2024年10月3日 | ライブ | 手島章斗 ONEMAN LIVE「Core」 | 渋谷 clubasia （ 東京都 ） |

| 日程           | 種別   | タイトル                    | 会場・備考                       |
| -------------- | ------ | --------------------------- | -------------------------------- |
| 2024年11月25日 | ライブ | 手島章斗 31st Birthday Live | 渋谷 Spotify O-WEST （ 東京都 ） |

| 日程          | 種別     | タイトル                               | 会場・備考                |
| ------------- | -------- | -------------------------------------- | ------------------------- |
| 2025年2月14日 | イベント | ファンクラブイベント「Valentine Live」 | unravel tokyo（ 東京都 ） |